# Gertrud Flodman
Gertrud Elisabet Fredrika Flodman,, född 27 maj 1873 i Västra Tollstads församling, Östergötlands län, död 21 april 1959 i Motala församling, Östergötlands län, var en svensk  folkskollärare och rösträttsaktivist. 
Hon var verksam i kampanjen för införandet av kvinnlig rösträtt i Sverige och ordförande för Föreningen för kvinnans politiska rösträtt i Motala 1909-1912.